# Slovenci na Hrvaškem
Slovenci na Hrvaškem  so ena od 22 priznanih nacionalnih manjšin na Hrvaškem. Po zadnjem popisu je na Hrvaškem leta 2021 živelo 7.729 Slovencev.

## Spremembe v številu Slovencev
| Hrvaška                                         | Leto | Število Slovencev |
| ----------------------------------------------- | ---- | ----------------- |
| Savska in Primorska banovina (Banovina Hrvaška) | 1931 | 37.066            |
| Narodna (ljudska) republika Hrvatska/Hrvaška    | 1948 | 38.734            |
| Narodna (ljudska) republika Hrvatska/Hrvaška    | 1953 | 43.482            |
| Narodna (ljudska) republika Hrvatska/Hrvaška    | 1961 | 39.103            |
| Socialistična republika Hrvaška                 | 1971 | 32.497            |
| Socialistična republika Hrvaška                 | 1981 | 25.360            |
| Republika Hrvaška                               | 1991 | 22.376            |
| Republika Hrvaška                               | 2001 | 13.173            |
| (Statistični urad Hrvaške)                      |      |                   |

## Popis 2001
| Županija                          | Št. Slovencev | %    |
| --------------------------------- | ------------- | ---- |
| Mesto Zagreb                      | 3.225         | 0,41 |
| Primorsko-goranska                | 2.883         | 0,94 |
| Istrska                           | 2.020         | 0,98 |
| Splitsko-dalmatinska              | 746           | 0,16 |
| Zagrebška                         | 601           | 0,19 |
| Varaždinska                       | 562           | 0,30 |
| Medžimurska                       | 522           | 0,44 |
| Osiješko-baranjska                | 480           | 0,15 |
| Krapinsko-zagorska                | 439           | 0,31 |
| Karlovška                         | 340           | 0,24 |
| Zadrska                           | 267           | 0,16 |
| Siško-moslavaška                  | 181           | 0,12 |
| Dubrovniško-neretvanska           | 163           | 0,13 |
| Šibeniško-kninska                 | 143           | 0,13 |
| Koprivniško-križevska             | 131           | 0,11 |
| Bjelovarsko-bilogorska            | 120           | 0,09 |
| Brodsko-posavska                  | 93            | 0,05 |
| Vukovarsko-sremska                | 92            | 0,04 |
| Virovitiško-podravska             | 67            | 0,07 |
| Požeško-slavonska                 | 59            | 0,07 |
| Liško-senjska                     | 39            | 0,07 |
| Skupaj                            | 13.173        | 0,30 |
| (Popis stanovništva 2001. godine) |               |      |

## Organizirano delovanje
Slovenci na Hrvaškem se tradicionalno povezujejo v društva, ki si prizadevajo za ohranjanje kulture in identitete. Največ jih je nastalo po razpadu Jugoslavije in nastanku novih držav. Od leta 1992 se povezujejo v Zvezo slovenskih društev na Hrvaškem, krovno organizacijo, ki med drugim zastopa interese slovenske skupnosti in oblikuje skupna stališča do Republike Slovenije in Republike Hrvaške.  Člani Zveze so:
- Kulturno prosvetno društvo Slovenski dom Zagreb, Zagreb
- Slovenski dom, Kulturno prosvetno društvo Bazovica, Reka
- Slovensko kulturno društvo Triglav, Split
- Slovensko kulturno društvo Lipa, Dubrovnik
- Slovensko kulturno društvo Istra, Pulj
- Slovensko kulturno društvo Snežnik, Lovran
- Slovensko kulturno društvo Lipa, Zadar
- Kulturno društvo Slovenski dom Karlovec, Karlovec
- Društvo Slovencev Labin, Labin
- Slovensko kulturno društvo Stanko Vraz, Osijek
- Slovensko kulturno društvo Lipa, Buzet
- Slovensko kulturno društvo Oljka, Poreč
- Slovensko kulturno društvo Nagelj, Varaždin
- Slovensko kulturno društvo Gorski kotar, Tršće
- Slovensko kulturno društvo Ajda, Umag
- Slovensko kulturno društvo Prešeren, Lokve.

Predsednica Zveze je Barbara Riman Plazibat.
Slovenci na Hrvaškem v skladu z Ustavnim zakonom o pravicah narodnih manjšin na Hrvaškem svoje manjšinske pravice uresničujejo tudi z volitvami manjšinskega poslanca v saboru, skupaj z Albanci, Črnogorci, Makedonci in Bošnjaki. Doslej Slovenci s svojim kandidatom niso. uspeli.  Slovenci pa v hrvaški politiki sodelujejo tudi prek manjšinskih politično-samoupravnih organov - svetov narodnih manjšin, ki jih volijo v občinah z najmanj 200 Slovenci oz. županijah z najmanj 500 Slovenci.
Odnose Slovenije s Slovenci na Hrvaškem ureja Zakon o odnosih Slovenije s Slovenci zunaj njenih meja.

## Znane osebe
Znani Slovenci in ljudje s slovenskimi predniki, ki so živeli in delovali na Hrvaškem.
- Stanko Vraz
- Anton Mahnič
- Danko Plevnik
- Josip Križaj
- Josip Broz
- Žarko Dolinar
- Jerko Bezić
- Jože Pogačnik
- Jagna Pogačnik
- Ivan Snoj
- Iztok Puc
- Dragan Holcer
- Josip Srebrnić
- Franjo Ravnik
- Josip Bobi Marotti
- Ivan Benigar
- Ivan Benigar (matematik in fizik)
- Aleksa Benigar
- Davorin Rudolf
- Miroslav Blejc
- Ambrož Testen
- Anton Dolenc
- Ivan Jazbinšek
- Karl Gorinšek
- Ivan Kosirnik
- Vasilije Jordan
- Joža Blažič
- Josip Završnik
- Ivana Šundov
- Marko Boncelj
- Franjo Kogoj